# Centre de cinéma Nizami
Le Centre de cinéma Nizami est un cinéma multi-écrans situé à Bakou, en Azerbaïdjan. Il a été construit en 1940 et rouvert en 2011[réf. nécessaire].

## Histoire et performances
Construit en 1940, c'est l'un des plus anciens cinémas du pays. Le centre de cinéma a été nommé d'après le poète Nizami Gandjavi. À l'époque soviétique, ce cinéma accueillait des festivals de films et des premières de nouvelles œuvres cinématographiques nationales et étrangères[réf. nécessaire].
Pendant la période difficile de la fin des années 80 et du début des années 90, l'intérêt pour le cinéma s'est quelque peu affaibli. Depuis la fin des années 1990 et le début des années 2000, de nouveaux cinémas ont commencé à voir le jour dans le pays, équipés de technologies avancées de projection et de son qui diffusaient les derniers films du cinéma mondial. Peu à peu, les cinémas sont redevenus attractifs pour les citadins et les touristes. Après une rénovation en profondeur dans le cadre du «Programme d'État pour le développement du cinéma azerbaïdjanais en 2008-2018», le cinéma Nizami a ouvert ses portes aux visiteurs en 2011. Il détient désormais le statut de «centre du cinéma». La soirée d'ouverture des films nationaux a lieu ici, ainsi que des avant-premières des films du programme actuel, y compris les nouveaux films d'autres pays et ceux au format 3-D[réf. nécessaire]. 

## Structure du bâtiment
Deux salles de cinéma de 50 et 80 places sont situées au rez-de-chaussée tandis que le premier étage abrite une grande salle de cinéma de 500 places, possédant l'un des plus grands écrans du Caucase du Sud (18 mètres de large). Le quatrième étage du cinéma dispose d'une salle VIP de 24 places.
Toutes les salles du Centre de Cinéma sont équipées des installations technologiques, des équipements de projection et de sonorisation. Au rez-de-chaussée du centre de cinéma, il y a des kiosques commerciaux, au premier étage - cafés, au troisième étage - un café-club et un centre de presse, ainsi qu'un restaurant de 250 places sur deux étages et des bureaux au quatrième et cinquième étages. Le plafond du restaurant est automatiquement ouvert et fermé en fonction de la période de l'année.